# 솜사탕 (래퍼)
솜사탕(2007년 9월 13일 ~ )은 대한민국의 래퍼다.

## 방송
- 쇼미더머니 10 (2021) - 1차 예선 탈락
- 쇼미더머니 11 (2022) - 1차 예선 탈락
- 더 시즌즈 1 (2023)
- 랩컵 (2024) - Top32(17위)

## 음반
- 똑똑 (2022)
- Time buyer 3 (2022)
- 신데렐라 (2023)
- SEE FAR (2023)
- 몽정 (2023)
- SAKURA (Prod. MOYO) (2023)
- Time buyer 4 (2023)
- 밋밋 (2024)